# Госселаар, Марк-Пол
Марк-Пол Госселаар (англ. Mark-Paul Gosselaar, род. 1 марта 1974) — американский телевизионный актёр и модель, наиболее известный благодаря роли Зака Морриса в подростковом ситкоме NBC «Спасённые звонком», а также детектива Джона Кларка-младшего в драме ABC «Полиция Нью-Йорка», и Питера Бэша в правовой комедии TNT «Франклин и Бэш».

## Карьера
Марк-Пол Госселаар родился в Лос-Анджелесе и в пятилетнем возрасте начал карьеру ребёнка-модели. С тех пор он снялся в ряде рекламных роликов, прежде чем в 1986 году дебютировать на телевидении. В 1988 году он получил роль Зака Морриса в ситкоме Disney Channel «Доброе утро, мисс Блисс», который был закрыт после одного сезона. Тем не менее продюсеры решили, что сериал с персонажем Госселаара может найти успех и вскоре выпустили ситком «Спасённые звонком», который продолжался на NBC вплоть до 1993 года и породил ряд телефильмов и два спин-оффа.
Когда в 1994 году шоу Госселаара было закрыто, он, как и многие другие бывшие звёзды подростковых шоу, начал сниматься в сделанных для телевидения и низкобюджетных фильмах. Его единственная успешная роль была в комедии 1998 года «Мертвец в колледже», после чего он попытался перейти на взрослые роли, снявшись в двух недолго просуществовавших сериалах. В 2001 году Госселаар наконец нашёл регулярную роль в полицейском сериале ABC «Полиция Нью-Йорка», где снимался вплоть до его финала в 2005 году. После он продолжил карьеру с второстепенной ролью в политической драме ABC «Женщина-президент», а в 2008—2009 годах играл ведущую роль в сериале TNT «Адвокатская практика». C 2011 по 2014 год он исполнял ведущую роль в ещё одном сериале TNT «Франклин и Бэш».

## Личная жизнь
В период съёмок «Спасённых звонком», Госселаар в разные периоды встречался со всеми тремя актрисами шоу: Тиффани Тиссен, Элизабет Беркли и Ларк Вурхис. С 1996 по 2011 год он был женат на модели Лизе Энн Расселл, от брака с которой у него двое детей. С 2012 года он женат на директоре рекламного агентства Катрионе Макгинн, в сентябре 2013 года у них родился ребёнок.

## Фильмография

### Телевидение
| Год       | Название на русском                     | Название на английском                  | Роль                      | Примечания                                                 |
| --------- | --------------------------------------- | --------------------------------------- | ------------------------- | ---------------------------------------------------------- |
| 1986      | Шоссе в рай                             | Highway to Heaven                       | Рольф Бэлдт               | Эпизод: «The Torch»                                        |
| 1986      | Стингрей                                | Stingray                                | Эрик Мюррей               | Эпизод: «Below the Line»                                   |
| 1986      | Сумеречная зона                         | The Twilight Zone                       | Тим                       | Эпизод: «What Are Friends For?/Aqua Vita»                  |
| 1988      | чудеса                                  | The Wonder Years                        | Брэд Гейнс                | Эпизоды: «The Phone Call» и «Dance with Me»                |
| 1988      | Панки Брюстер                           | Punky Brewster                          | Уокер                     | Эпизод: "One Plus Tutor Is Three "                         |
| 1988      | Чарльз в ответе                         | Charles in Charge                       | Филипп                    | Эпизод: «Runaround Charles»                                |
| 1988      | Необходимые стороны                     | Necessary Parties                       | Крис Миллз                | Телефильм                                                  |
| 1988-1989 | Доброе утро, мисс Блисс                 | Good Morning, Miss Bliss                | Зак Моррис                | Регулярная роль, 13 эпизодов                               |
| 1989-1993 | Спасенные звонком                       | Saved by the Bell                       | Зак Моррис                | Регулярная роль, 86 эпизодов                               |
| 1990      | Мерфи Браун                             | Murphy Brown                            | Уэс                       | Эпизод: «I Want My FYI»                                    |
| 1992      | Спасенные звонком: Гавайский стиль      | Saved by the Bell: Hawaiian Style       | Зак Моррис                | Телефильм                                                  |
| 1992      | Блоссом                                 | Blossom                                 | Кевин                     | Эпизод: «Losing Your… Religion»                            |
| 1993-1994 | Спасенные звонком: Годы колледжа        | Saved by the Bell: The College Years    | Зак Моррис                | Регулярная роль, 19 эпизодов                               |
| 1994      | Из любви к Нэнси                        | For the Love of Nancy                   | Томми Уолш                | Телефильм                                                  |
| 1994      | Спасенные звонком: Свадьба в Лас-Вегасе | Saved by the Bell: Wedding in Las Vegas | Зак Моррис                | Телефильм                                                  |
| 1994      | Спасенные звонком: Новый класс          | Saved by the Bell: The New Class        | Зак Моррис                | Эпизод: «Goodbye Bayside: Part 2»                          |
| 1996      | Братья границы                          | Brothers of the Frontier                | Хирам Холкомб             | Телефильм                                                  |
| 1996      | Она не плакала                          | She Cried No                            | Скотт Бейкер              | Телефильм                                                  |
| 1997      | Ценою жизни                             | Dying to Belong                         | Стивен Тайлер             | Телефильм                                                  |
| 1997      | Рождённый в изгнании                    | Born Into Exile                         | Крис                      | Телефильм                                                  |
| 1998-1999 | Бухта Гиперион                          | Hyperion Bay                            | Дэннис Суинни             | Регулярная роль, 17 эпизодов                               |
| 2000      | Ди-Си                                   | D.C.                                    | Пит Комински              | Регулярная роль, 7 эпизодов                                |
| 2001      | Принцесса и моряк                       | The Princess & the Marine               | Джейсон Джонсон           | Телефильм                                                  |
| 2001      | Деньги на пиво                          | Beer Money                              | Тим                       | Телефильм                                                  |
| 2001      | Закон и порядок: Специальный корпус     | Law & Order: Special Victims Unit       | Уэсли Янсен / Питер Ивэнч | Эпизод: «Sacrifice»                                        |
| 2002      |                                         | Alikes                                  | Крис                      | Телефильм                                                  |
| 2002      | Ядерный смерч                           | Atomic Twister                          | Джейк Ханн                | Телефильм                                                  |
| 2001-2005 | Полиция Нью-Йорка                       | NYPD Blue                               | Джон Кларк-младший        | Регулярная роль, 82 эпизода                                |
| 2005      | Женатый                                 | Hitched                                 | Майкл                     | Пилот                                                      |
| 2005      | Там                                     | Over There                              | Джон Моффет               | Эпизоды: «Embedded» и «It’s Alright Ma, I’m Only Bleeding» |
| 2005-2006 | Женщина-президент                       | Commander in Chief                      | Ричард Макдональд         | 10 эпизодов                                                |
| 2006      | Дом по соседству                        | The House Next Door                     | Ким                       | Телефильм                                                  |
| 2007      | Джон из Цинциннати                      | John from Cincinnati                    | Джейк Феррис              | 3 эпизода                                                  |
| 2007      |                                         | Law Dogs                                | Эван Марлоу               | Пилот                                                      |
| 2008      | Робоцып                                 | Robot Chicken                           | Зак Моррис                | Озвучивание                                                |
| 2008-2009 | Адвокатская практика                    | Raising the Bar                         | Джерри Келлерман          | Регулярная роль, 25 эпизодов                               |
| 2010      | Риццоли и Айлс                          | Rizzoli & Isles                         | Гарретт                   | Эпизод: «Money for Nothing»                                |
| 2010      | Дурман                                  | Weeds                                   | Джек                      | Эпизод: «Gentle Puppies»                                   |
| 2011-2014 | Франклин и Бэш                          | Franklin & Bash                         | Питер Бэш                 | Регулярная роль, 40 эпизодов                               |
| 2011      | Укрытие                                 | Hide                                    | Алекс Уилсон              | Телефильм                                                  |
| 2011      | 12 рождественских свиданий              | 12 Dates of Christmas                   | Майлс                     | Телефильм                                                  |
| 2012      | Не верь с*** из квартиры 23             | Don’t Trust the B---- in Apartment 23   | Марк-Пол Госселаар        | Эпизод: «A Reunion»                                        |
| 2013      | Счастливый конец                        | Happy Endings                           | Чейс                      | Эпизоды: «The Ex Factor» и «Unsabotagable»                 |
| 2015      | По правде говоря                        | Truth Be Told                           | Митч                      | Регулярная роль, 10 эпизодов                               |
| 2016      | Подача (телесериал)                     | Pitch                                   | Майк Лоусон               | Регулярная роль, 10 эпизодов                               |
| 2019      | Перерождение (телесериал)               | The Passage                             | Брэд Уолгаст              | Регулярная роль, 10 эпизодов                               |
| 2023      | Поиски                                  | Found                                   | Хью Эванс                 | Главная роль                                               |

### Фильмы
| Год  | Название на русском               | Название на английском             | Роль             | Примечания      |
| ---- | --------------------------------- | ---------------------------------- | ---------------- | --------------- |
| 1993 | Белые волки: Крик дикой природы 2 | White Wolves: A Cry in the Wild II | Скотт            |                 |
| 1994 | Чудо Санкт-Таммани                | The St. Tammany Miracle            | Карл             |                 |
| 1995 | Извращенная любовь                | Twisted Love                       | Ди Джей          |                 |
| 1996 | Костолом                          | Sticks & Stones                    | Дейл             |                 |
| 1996 | Подделка                          | Kounterfeit                        | Дэнни            | Direct-to-video |
| 1996 | Подопытный                        | Specimen                           | Майк Хиллари     |                 |
| 1998 | Мертвец в колледже                | Dead Man on Campus                 | Купер Фредриксон |                 |
| 2015 | Скорость: Автобус 657             | Heist                              | Детектив Маркони |                 |